# Біло-Підляське церковне намісництво
Біло-Підляське намісництво (деканат) — церковно-адміністративна округа Берестейського крилоса Володимирської єпархії.

## Парафії
В 1729 році охоплювало 27 парафії. На 1772 рік 28 парафій.
1. Біла
2. Горбів, Спаська церква (1726)
3. Груд (1726)
4. Докудів, Параскеви церква (1726)
5. Київець, Дмитріївська церква (1726)
6. Цитибор, Параскеви церква (1726)